# Amador López Nieto, "Borinqueño"
Amador López Nieto, torero español nacido en Almería (España), perteneciente a la Cuadrilla de Niños Almerienses.

## Biografía
Amador López Nieto, "Borinqueño" o "Borriqueño", torero español nacido en Almería a finales del siglo XIX. Comenzó su formación toreril en la "Cuadrilla de Niños Almerienses", una de las muchas agrupaciones juveniles de la época, organizada por el banderillero local Francisco Aloy Caldera, y en la que coincidió con grandes de la época: España, Relampaguito, Tiroliri, Fosforito, Chicharito o Cofre.
Debió presentarse al público hacia 1899. Con sus primeros ingresos compró una máquina de coser a su madre. Participó en la inauguración de la plaza de Huércal Overa el 27 de octubre de 1901, junto con Julio Gómez "Relampaguito". En esta jornada se dio la curiosa circunstancia de que uno de los toros, de la ganadería de Rafael Moreno, saltó hasta el tendido causando el pánico entre el público, teniendo que ser abatido a tiros por la Guardia Civil Española. El 3 de marzo de 1902 forma parte de la cuadrilla "Niños almerienses" con Relampaguito, Ciérvana, Cofresí, Correita y Tiroliri. Fruto de múltiples cogidas tuvo que ser operado y le fue sustituida alguna costilla por una prótesis de plata, lo que adelantó su retirada y precipitó su prematuro fallecimiento a principios del siglo XX.

## Cuadrilla de Niños Almerienses
La cuadrilla infantil almeriense estuvo formada por los siguientes toreros. Sentados: Amador López (Borinqueño) y Francisco Moreno (España). De pie: Julio Gómez (Relampaguito), Nicolás Visiedo (Tiroliri), Juan Beltrán (Fosforito), Jerónimo García (Chicharito) y Manuel Alarcón (Cofre).